# White Rock
White Rock är en stad i den kanadensiska provinsen British Columbias sydligaste del och ligger precis vid den kanadensisk-amerikanska gränsen. Den ingår i staden Vancouvers storstadsområde. White Rock grundades som en by på 1850-talet när nybyggare slogs sig ner i trakten och den 15 april 1957 blev White Rock stad.
Staden breder sig ut över 5,13 kvadratkilometer (km2) stor yta och hade en folkmängd på 19 339 personer vid den nationella folkräkningen 2011.